# Чан (Восточно-Казахстанская область)
Чан (каз. Шаң) — упразднённое село в Тарбагатайском районе Восточно-Казахстанской области Казахстана. Входило в состав Киндиктинского сельского округа. Код КАТО — 635849500. Исключено из учётных данных в 2014 г.

## Население
В 1999 году население села составляло 55 человек (27 мужчин и 28 женщин). По данным переписи 2009 года, в селе проживало 17 человек (10 мужчин и 7 женщин).